# 小牧市立岩崎中学校
小牧市立岩崎中学校（こまきしりつ いわざきちゅうがっこう）は、愛知県小牧市にある市立中学校。

## 沿革
- 1978年（昭和53年）4月5日 - 開校

## 周辺
- 日本特殊陶業株式会社小牧工場
- 合瀬川

## 交通
- 名鉄小牧線 味岡駅